# Radoszki (województwo kujawsko-pomorskie)
Radoszki – wieś w Polsce położona w województwie kujawsko-pomorskim, w powiecie brodnickim, w gminie Bartniczka.

## Podział administracyjny
W latach 1975–1998 miejscowość administracyjnie należała do województwa toruńskiego.

## Demografia
Według Narodowego Spisu Powszechnego (III 2011 r.) liczyły 669 mieszkańców. Są drugą co do wielkości miejscowością gminy Bartniczka.

## Zabytki
Według rejestru zabytków NID na listę zabytków wpisany jest drewniany kościół parafialny pw. św.św. Wawrzyńca i Mikołaja z 1717, nr rej.: A/366 z 13.07.1936.

## Związki wyznaniowe
We wsi znajduje się parafia pod wezwaniem świętych Wawrzyńca i Mikołaja.